# Clistocoeloma sinense
Clistocoeloma sinense is een krabbensoort uit de familie van de Sesarmidae. De wetenschappelijke naam van de soort is voor het eerst geldig gepubliceerd in 1933 door Shen.